# Preise dein Glücke, gesegnetes Sachsen
Preise dein Glücke, gesegnetes Sachsen, (« Apprécie ton bonheur, Saxe bénie ») (BWV 215), est une cantate profane de Johann Sebastian Bach composée à Leipzig en 1734
pour le couronnement d'Auguste III comme roi de Pologne. La cantate Blast Lärmen, ihr Feinde! (BWV 205a) avait déjà été composée pour cette même occasion.

## Histoire et livret
La Neue Bach-Ausgabe contient des informations générales détaillées sur les événements autour de la composition et de la première exécution de la cantate, recueillies par Werner Neumann. Auguste III de Pologne, prince-électeur de Saxe et de Pologne, a annoncé sa présence à Leipzig du 2 au 6 octobre 1734 avec un court préavis. Comme l'anniversaire de son élection comme roi le 5 octobre tombe à cette période, les étudiants de l'Université de Leipzig prévoient d'effectuer une procession de torches et de musique de soirée ce jour-là. Le texte de la cantate est de Johann Christoph Clauder. Il se réfère aux événements des derniers mois. Alors que d'autres cantates de félicitations utilisent souvent des figures allégoriques, cette œuvre se concentre sur le roi et ses qualités. Lorsqu'Auguste II de Pologne meurt, Auguste III lui succède aussi bien en tant qu'électeur qu'en tant que roi, mais doit protéger le trône contre les partisans de Stanislas Leszczynski.
Bach compose la musique en probablement pas plus de trois jours. Il utilise le premier mouvement de sa cantate de 1732, Es lebe der König, der Vater im Lande, BWV Anh. 11, arrangée pour deux chœurs à quatre parties, comme base pour le chœur d'ouverture. L'ancienne œuvre a été composée en 1732 pour le Namenstag (fête du prénom) d'Auguste II. Il semble probable que Bach utilise également d'autres musiques antérieures mais aucune pièce spécifique n'a été identifiée.

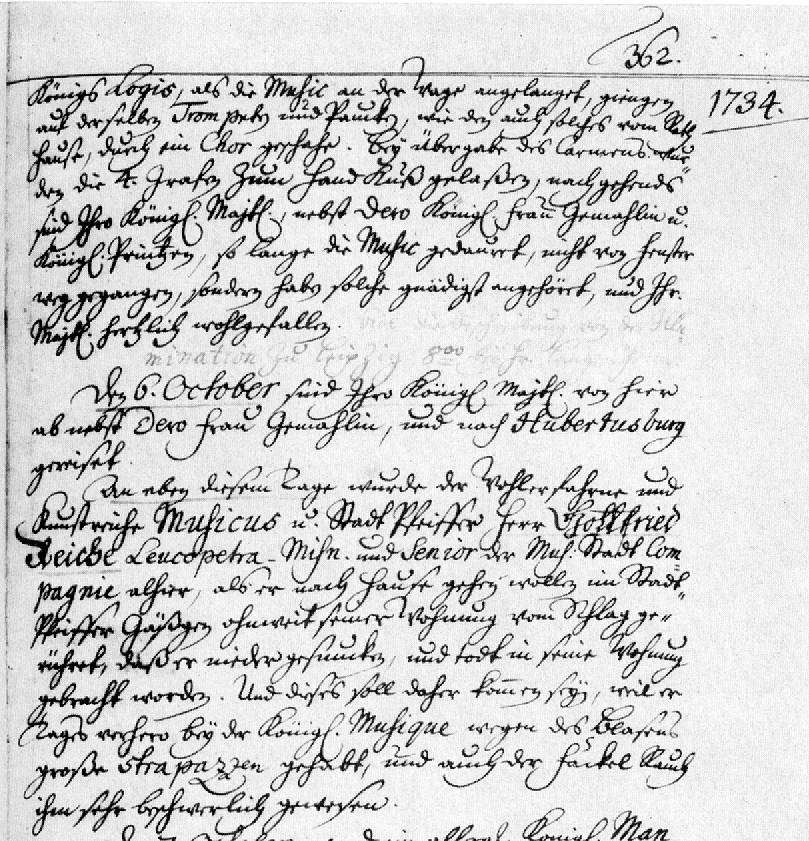
Chronique de Leipzig pour les 5 et 6 octobre 1734.

Une chronique de Leipzig de Johann Salomon Riemer signale la performance de la cantate le 5 octobre, en face de la maison Apel, palais de l'électeur à Leipzig, après une procession aux flambeaux de six cents élèves. L'électeur et sa famille sont restés à la fenêtre tant que la musique a duré et ont eu du plaisir (herzlich wohlgefallen). 700 copies du texte ont été imprimées. Le jour suivant, la chronique rapporte la mort des suites d'une attaque du trompettiste Gottfried Reiche (en), Senior der Mus. Stadt Compagnie (« supérieur de la société de musique de la ville »), qui a joué la première trompette dans la cantate,. Peut-être le « surmenage et/ou l'inhalation de la fumée des torches » ont-ils joué un rôle,.
Bach utilise le septième mouvement, l'aria de soprano Durch die von Eifer entflammeten Waffen, comme base pour une aria de basse dans son Oratorio de Noël, Ve partie, Erleucht auch meine finstre Sinnen. Il a utilisé le premier mouvement comme base pour le Osanna de sa Messe en si mineur,.

## Structure et instrumentation
La cantate est écrite pour trois trompettes, timbales, deux flûtes traversières, deux hautbois d'amour, deux violons, alto, violoncelle, basson, basse continue, trois solistes (soprano, ténor, basse) et chœur réparti en deux groupes de quatre voix
Il y a neuf mouvements :
1. chœur : Preise dein Glucke, gesegnetes Sachsen
2. récitatif (ténor) : Wie dommen wir, Grossmachtigster August
3. aria (ténor) : Freilich trotzt Augustus' Name
4. récitatif (basse) : Was hat dich sonst, Sarmatien, bewogen
5. aria (basse) : Rase nur, verweg'ner Schwarm
6. récitatif (soprano) : Ja, ja! Gott ist uns noch mit seiner Hulfe nah
7. aria (soprano) : Durch die von Eifer entflammeten Waffen
8. récitatif (soprano, ténor, basse) : Lass doch, o teurer Landesvater, zu
9. chœur : Stifter der Reiche, Beherrscher der Kronen

## Musique
Le chœur d'ouverture emploie un double chœur, unique dans les cantates de Bach. Le mouvement commence avec une ritournelle instrumentale en forme da capo. Le chœur intervient par une déclaration à l'unisson.  Les voix changent de l'unisson, à des sections en sept parties en homophonie et à une imitation. Le musicologue Julian Mincham note que Bach « fait un grand jeu des interjections dramatiques d'un chœur, souvent en utilisant le motif initial, en opposition à l'écoulement ininterrompu du contrepoint de l'autre ». Les trompettes sont silencieuses dans la section du milieu, où « Bach continue de jouer les deux chœurs l'un contre l'autre avant qu'ils se réunissent, comme les gens sont encouragés à le faire à la fin de la présente section ».
Dans les deux mouvements suivants, le récitatif et l'aria, le ténor est accompagné de deux hautbois. L'aria suggère « l'agression de la guerre ». L'aria de basse est un « air de rage » comme dans un opera seria. Un air de soprano, accompagné de deux flûtes, fait appel à « la grâce du roi, à sa miséricorde et à l'amour pour ses sujets ». Les trois solistes participent à un récitatif final. Le chœur de clôture offre « des conclusions gai mais peu exigeantes ».

## Sélection d'enregistrements
- J.S. Bach: Kantate BWV 215 · Sinfonien aus Kantaten, Helmuth Rilling, Gächinger Kantorei Stuttgart, Figuralchor de l'église du souvenir de Stuttgart, Bach-Collegium Stuttgart, Erna Spoorenberg (en), Werner Krenn (en), Erich Wenk, Cantate-Musicaphon 1966
- J.S. Bach: Kantaten Preise dein Glücke, gesegnetes Sachsen BWV 215; Dem Gerechten muß das Licht BWV 195, Karl-Friedrich Beringer (en), Chœur de garçons de Windsbach, Collegium Musicum of the Westdeutscher Rundfunk, Barbara Schlick, Paul Elliott (ténor), Stephen Varcoe (en), Rondeau Production 1986
- J.S. Bach: Complete Cantatas Vol. 4, Ton Koopman, Amsterdam Baroque Orchestra & Choir, Els Bongers (en), Paul Agnew, Klaus Mertens (en), Antoine Marchand 1996
- Bach: Secular Cantatas BWV 208 & 215, Gustav Leonhardt, Choir & Orchestra of the Age of Enlightenment, Monika Frimmer, John Elwes (en), David Wilson-Johnson, Philips 1996